# Grön dvärgräka
Grön dvärgräka (Caridina babaulti) är en räka som förekommer naturligt i Indien och Iran samt i angränsande områden av Irak. Arten har antagligen en större utbredning. Den blir cirka 2 centimeter lång. Det finns även flera varianter på den i akvariehandeln som bland annat C. babaulti var. Blue, C. babaulti var. Indian zebra och C. babaulti var. Green.
Exemplaren lever i vattendrag och insjöar. För beståndet är inga hot kända. Hela populationen anses vara stor. IUCN listar arten som livskraftig (LC).